# Schlittbach (Rott)
Der Schlittbach ist ein Moor- und Waldbach im oberbayerischen Landkreis Weilheim-Schongau. Beim Zellsee mündet er nach insgesamt etwa östlichem Lauf von links in den Amper-Zufluss Rott. 

## Verlauf
Der Schlittbach entsteht im Naturschutzgebiet Rohrmoos und fließt bald in einer überwiegend bewaldeten Talrinne ostwärts. Er nimmt am Oberlauf einen Kamm weiterer Gräben vor allem von rechts her auf. Wenig südlich des Dorfes auf der linken Hochebene fließt er an Wessobrunn vorbei, dort kreuzt ihn der Münchner Jakobsweg. Wenig nördlich des Zellsees mündet er von links in dessen Ablauf Rott.